# Яхорина
Яхорина (серб. Јахорина) — гора та гірськолижний курорт в громаді Пале, на території Республіки Сербської. Геологічно належить до гірської системи Динарські Альпи. Висота гори складає 1 916 метрів над рівнем моря. В середньому, 175 днів на рік — із жовтня по травень Яхорина вкрита снігом. В середньому, товщина сніжних покровів у лютому складає 106 сантиметрів. Гірськолижний центр на Яхорині використовувався і під час зимових Олімпійських ігор в Сараєво.
Від Сараєво гора розташована на відстані в 30 кілометрів, від Пале — 15 кілометрів.